# Напольные Котяки
Напо́льные Котя́ки (чув. Катек) — деревня в составе Ачакасинского территориального отдела Канашского муниципального округа Чувашской Республики.

## География
Расстояние до Чебоксар 107 км, до райцентра 25 км, до станции Ачакс ж. д. дороги Казань — Москва 2 км. Расположена вдоль республиканской автодороги Канаш-Ачаксы.
Через деревню протекает ручей Красная Речка.

## История
Напольные Котяки ведет своё начало с XVI века. Первые жители поселились на место слияния реки Малый Цивиль и речки Красная, где были в обилии луга и леса. В лесах водилась дичь, в реках в изобилии была рыба. Родом они были из деревни Катек (деревня Тупнер) Цивильского района.
Из преданий старожилов: первые жители деревни были из рода Сармандея.
Историческое название — Напольная Котякова. Жители — чуваши, до 1724 ясачные, до 1866 государственные крестьяне; занимались земледелием, животноводством, изготовлением скрипок. В начале XX века функционировали кузница, 2 водяные мельницы, 2 круподёрки. В 1931 году образован колхоз «Молотов».
В составе Второтугаевской, Новомамеевской волостей Цивильского уезда с XVIII века до 1927 года, Канашского района — с 1927 года.

## Улицы
В деревне 12 улиц и нумерация домов сквозная.
Улица: Дом:
- Восточная ул. 1—73, нечетные(75—85)
- Заводская ул. 135—175, 188
- Заречная ул. 95—115
- Зелёная ул. четные(74—86), 87—94
- Колхозная ул. 175—196
- Краснореченский пер. 116—124
- Мельничная ул. 227—266
- Молодёжная ул. 1—11, 13, 14, 15
- Новая ул. 1—7
- Советская ул. 125—134, 197—226
- Учительская ул. 267—297
- Южная ул. 298—324

## Население
Число дворов и жителей по данным переписей:
- 1719 — 45 муж.;
- 1747 — 89 муж.;
- 1795 — 45 дворов, 133 муж., 144 жен.;
- 1858 — 259 муж., 285 жен.;
- 1897 — 386 муж., 412 жен.;
- 1926 — 231 двор, 527 муж., 589 жен.;
- 1939 — 593 муж., 662 жен.;
- 1979 — 524 муж., 659 жен.;
- 2002 — 272 двора, 812 чел.: 402 муж., 410 жен.

Проживают чуваши.

## Природные ископаемые
В границах деревни разведано и учтено шесть месторождений кирпичных глин и одно — песков-отощителей.

## Инфраструктура
Имеются школа, фельдшерский пункт, сельский дворец культуры, модельная библиотека, спортплощадка, отделения связи и сбербанка, 3 магазина, действующий храм Покрова Пресвятой Богородицы (с 1996).

## Организации
- Отделение Сбербанка России
- Кирпичный завод (Закрыт в 2005)
- Хлебопекарня ООО «Кооператор»

## Сельское хозяйство
Коллективное хозяйство колхоз им. Кирова начало создаваться в 1930 году. Колхоз объединился с соседями и назывался «Советская Армия». Позднее преобразован в одноимённый колхоз. С 29 ноября 1989 года — совхоз «Победа». В настоящее время ООО «Победит» с количеством работников − 13 человек.